# بیجورد
بیجوَرد نام روستایی از توابع بخش مرکزی شهرستان بردسکن در استان خراسان رضوی است. این روستا در دهستان کوهپایه قرار دارد و براساس سرشماری سال ۱۳۸۵ جمعیت آن ۴۵۵ نفر (۱۴۴ خانوار) بوده است. از جاذبه‌های گردشگری این روستا می‌توان از دهانه بیجورد، چنار بیجورد نام برد.
در روستای بیجورد قناتی به طول ۲۰۰۰ متر و تعداد ۴۰ میله چاه وجود دارد، عمق مادرچاه این قنات ۲۲ متر و فاصلهٔ مظهر تا محل آن ۱۵ متر می‌باشد. دبی این قنات ۲۰ لیتر بر ثانیه است. قنات بیجورد دارای دو چنار به ارتفاع تقریبی پنجاه متر می‌باشد و در کنار جاده بین‌المللی قرار دارد و سالانه هزاران گردشگر از این منطقه ییلاقی بازدید می‌کنند و هوای بسیار معتدلی دارد و دارای محصولات فراوانی از جمله گردو، انگور، انار، گیلاس، آلو، هلو، زردآلو، سیب و گلابی است.